# Семёнов, Владилен Григорьевич
Владиле́н Григо́рьевич Семёнов (род. 12 ноября 1932, Самара, СССР) — советский и российский артист балета, балетный педагог, народный артист СССР (1983).

## Биография
Родился 12 ноября 1932 года в Самаре.
По окончании Ленинградского хореографического училища (ныне Академия русского балета им. А. Я. Вагановой) (педагог В. И. Пономарёв), в 1950—1972 годах — в Ленинградском театре оперы и балета им. С. Кирова (ныне Мариинский театр) (с 1970 — балетмейстер — репетитор и педагог).
В 1970—1972 годах — председатель художественной коллегии балета театра.
С 1962 года преподавал классический танец в Ленинградском хореографическом училище. Среди его учеников — А. Фадеев, С. Вихарев, Н. Щеглов, И. Кузнецов. Последний выпуск был в 1995 году.
Снимался в телефильме-концерте «Танцует Ирина Колпакова» (1976).
С 1998 года с женой периодически уезжают в США, где занимаются преподавательской деятельностью, работают педагогами-репетиторами в Интернациональном балетном театре Индианаполиса (Ballet International).
Сейчас живут и работают в Нью-Йорке и в Санкт-Петербурге в Толстовском Доме. Они педагоги-репетиторы в Американском театре балета (American Ballet theatre, ABT), но также много преподают и репетируют по приглашениям в разных школах и балетных компаниях Америки и других стран мира.

### Семья
- Жена — Ирина Александровна Колпакова (род. 1933), артистка балета, балетмейстер, хореограф, педагог. Герой Социалистического Труда (1983), народная артистка СССР (1965), лауреат Государственной премии СССР (1980).

## Награды и звания
- Заслуженный артист РСФСР (1962)
- Народный артист РСФСР (1972)
- Народный артист СССР (1983)
- Орден «Знак Почёта» (1988)

## Балетные партии
- «Шопениана» на музыку Ф. Шопена ― Юноша
- «Щелкунчик» П. И. Чайковского — Принц
- «Лебединое озеро» П. И. Чайковского — Зигфрид
- «Спящая красавица» П. И. Чайковского — Дезире, Голубая птица
- «Раймонда» А. К. Глазунова ― Жан де Бриен
- «Медный всадник» Р. М. Глиэра ― Евгений
- «Жизель» А. Адана — Альберт
- «Золушка» С. С. Прокофьева — Принц
- «Бахчисарайский фонтан» Б. В. Асафьева — Вацлав
- «Пламя Парижа» Б. В. Асафьева — Актёр
- «Ромео и Джульетта» С. С. Прокофьева ― Ромео
- «Маскарад» Л. А. Лапутина ― Арбенин
- Хореографические миниатюры (миниатюра «Венский вальс» на музыку Р. Штрауса)
- Хореографические миниатюры (миниатюра «Мечта» на музыку Ф. Листа, 1958, первый исполнитель)
- Концертные номера «Концерт фа мажор» на музыку А. Вивальди и «Дивертисмент ре мажор» на музыку В. А. Моцарта, оба 1969, первый исполнитель)

## Фильмография
- 1958 — Шопениана (фильм-спектакль)
- 1968 — Город и песня ― танцовщик